# Anthophora volucellaeformis
Anthophora volucellaeformis là một loài Hymenoptera trong họ Apidae. Loài này được Dours mô tả khoa học năm 1869.